# Alfred L. Kroeber
Alfred Louis Kroeber, född 11 juni 1876 i Hoboken, New Jersey, död 5 oktober 1960 i Paris, var en av de mest inflytelserika personerna inom amerikansk antropologi under första halvan av 1900-talet.
Kroeber erhöll doktorsgraden med Franz Boas som handledare vid Columbia University 1901. Hans avhandling var baserad på fältarbete hos arapahoindianerna. Han tillbringade större delen av sin aktiva yrkeskarriär i Kalifornien, främst vid University of California, Berkeley, där han dels arbetade som professor i antropologi, dels förestod vad som då kallades The University of California Museum of Anthropology (numera kallat The Phoebe A. Hearst Museum of Anthropology).  Huvudbyggnaden för institutionen för antropologi vid University of California kallas idag Kroeber Hall.
Även om Kroeber är mest känd som kulturantropolog utförde han betydelsefullt arbete även inom arkeologi, och han bidrog till att forma vetenskapen antropologi genom de samband han såg mellan arkeologi och kultur. Han genomförde utgrävningar i New Mexico, Mexiko och Peru.
Kroeber och hans studenter samlade in stora mängder kulturella data om de västliga stammarna av indianer i USA. Mycket av arbetet sammanställdes och presenterades i form av Handbook of Indians of California 1925.  Denna typ av arbete, där man samlar in de data som finns bevarade om ett folkslag, har ibland kallats "Salvage ethnography" — ungefär rädda-vad-som-räddas-kan-etnografi. Kroeber tillskrivs begreppet kulturområde. (Cultural and Natural Areas of Native North America, 1939).
Läroboken Anthropology (1923, 1948) var länge ett standardverk vid studier i antropologi. 
Kroeber är far till akademikern Karl Kroeber och fantasyförfattaren Ursula K. Le Guin. Han adopterade också sin andra hustru Theodoras två barn från hennes första äktenskap: Ted och historikern Clifton Kroeber.